# Going to You at a Speed of 493km
Going to You at a Speed of 493km (koreanischer Originaltitel: 너에게 가는 속도 493KM; RR: Neo-e-ge Ga-neun Sok-do 493KM) ist eine südkoreanische Dramaserie, die von Blitzway Studios umgesetzt wurde. In Südkorea fand die Premiere der Serie am 20. April 2022 auf KBS2 statt. Im deutschsprachigen Raum erfolgte die Erstveröffentlichung der Serie am 26. Juli 2023 durch Disney+ via Star als Original.

## Handlung
Die begnadete Badmintonspielerin und olympische Hoffnungsträgerin Park Tae-yang kehrt auf den Platz zurück, nachdem sie nach einem Vorfall drei Jahre lang von der Bildfläche verschwunden war. Im Gegensatz zu Tae-yang, für die der Sport alles bedeutet und ihr persönlicher Traum ist, hasst Park Tae-joon das Training und investiert so wenig Zeit wie möglich. Für ihn ist der Sport lediglich ein Job. Beide werden Teil derselben Mannschaft und werden nach einigen Irrungen und Wirrungen gute Partner. Aber spielt sich da noch mehr zwischen den beiden ab? Nach und nach bestreiten die beiden mehr und mehr Spiele, und es beginnt sich etwas zu entwickeln. Für die beiden Sportler, die mit 25 Jahren in ihrer absoluten Höchstform sind, beginnt die schönste Zeit ihres Lebens.

## Besetzung und Synchronisation
| Rolle           | Schauspieler    | Synchronsprecher |
| --------------- | --------------- | ---------------- |
| Park Tae-yang   | Park Ju-hyun    |                  |
| Park Tae-joon   | Chae Jong-hyeop |                  |
| Park Joon-young | Park Ji-hyun    |                  |
| Yook Jung-hwan  | Kim Mu-jun      |                  |
| Lee Yoo-min     | Seo Ji-hye      |                  |
| Park Man-soo    | Jeon Bae-soo    |                  |

## Episodenliste
| Nr. | Deutscher Titel | Originaltitel | Erstausstrahlung (Südkorea) | Deutschsprachige Erstveröffentlichung (D/A/CH) |
| --- | --------------- | ------------- | --------------------------- | ---------------------------------------------- |
| 1   | Folge 1         | 1회           | 20. Apr. 2022               | 26. Juli 2023                                  |
| 2   | Folge 2         | 2회           | 21. Apr. 2022               | 26. Juli 2023                                  |
| 3   | Folge 3         | 3회           | 27. Apr. 2022               | 26. Juli 2023                                  |
| 4   | Folge 4         | 4회           | 28. Apr. 2022               | 26. Juli 2023                                  |
| 5   | Folge 5         | 5회           | 4. Mai 2022                 | 26. Juli 2023                                  |
| 6   | Folge 6         | 6회           | 5. Mai 2022                 | 26. Juli 2023                                  |
| 7   | Folge 7         | 7회           | 11. Mai 2022                | 26. Juli 2023                                  |
| 8   | Folge 8         | 8회           | 12. Mai 2022                | 26. Juli 2023                                  |
| 9   | Folge 9         | 9회           | 18. Mai 2022                | 26. Juli 2023                                  |
| 10  | Folge 10        | 10회          | 19. Mai 2022                | 26. Juli 2023                                  |
| 11  | Folge 11        | 11회          | 25. Mai 2022                | 26. Juli 2023                                  |
| 12  | Folge 12        | 12회          | 26. Mai 2022                | 26. Juli 2023                                  |
| 13  | Folge 13        | 13회          | 1. Juni 2022                | 26. Juli 2023                                  |
| 14  | Folge 14        | 14회          | 2. Juni 2022                | 26. Juli 2023                                  |
| 15  | Folge 15        | 15회          | 8. Juni 2022                | 26. Juli 2023                                  |
| 16  | Folge 16        | 16회          | 9. Juni 2022                | 26. Juli 2023                                  |